# Op art

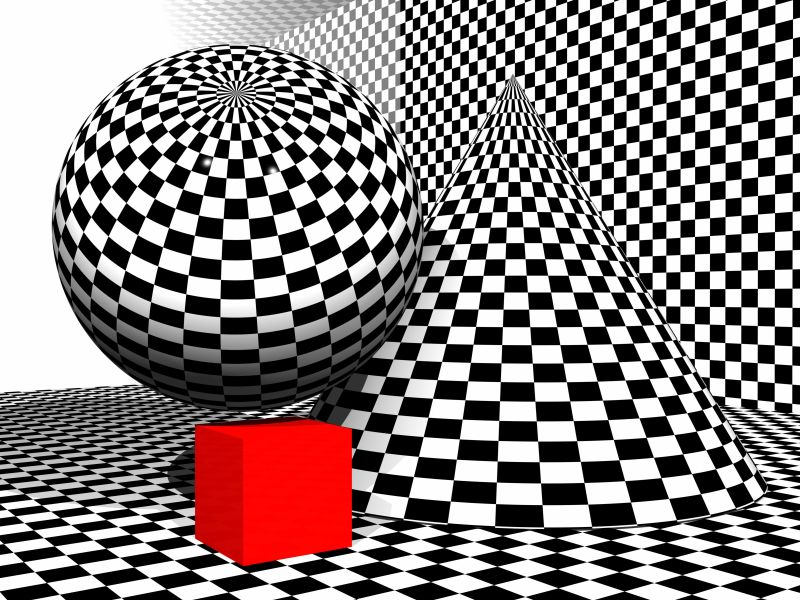
Neo op art - Forme geometrice, de László Bagi.

Op-art sau op art (din engleză de la Optical art) reprezintă o direcție în artele vizuale moderne care se bazează pe contrastele puternice între culorile alb și negru, forme geometrice planare și spațiale, și, mai ales, pe iluzii optice.
Optical art face din percepție, din condiția „vizuală” a operei, un principiu de formare și existență a creației. Metoda de bază constă în folosirea formelor geometrice abstracte și a suprafețelor colorate, pentru a provoca în ochii privitorului efecte de mișcare și vibrație prin tehnica iluziilor optice. Înglobată adeseori în cinetism (engleză: kinetic art), op-artul își are rădăcinile în preocupările futurismului și constructivismului de redare a mișcării, ca și în cercetările percepției întreprinse de Piet Mondrian sau de artiștii de la Bauhaus.

## Istoric
Un precursor al op-artului poate fi socotit Adolf Fleischmann, prin efectul de vibrație a culorilor și simbioza dintre formă și culoare pe care le-a folosit. 
Termenul de „op-art” apare pentru prima dată în Time Magazine din octombrie 1964, dar una dintre primele manifestări ce anunță noua mișcare și consacră pe câțiva dintre cei mai de seamă reprezentanți ai ei - în primul rând pe Victor Vasarely și Jesús-Rafael Soto - este expoziția din 1955 de la Galeria Denise René din Paris. 
În „Manifestul galben” al acestei expoziții se folosește termenul „plastic-cinetism”, care a fost înlocuit în engleză de Optical art sau Op art. Importante în evoluția acestui curent sunt expozițiile „Noua tendință”, deschisă în 1964 la Paris, și The Responsive Eye („Ochiul sensibil”), organizată în 1965 la Muzeul de Artă Modernă („MoMA”) din New York, SUA. 
Op-artul se definește tot mai precis ca un mod de acțiune al ambianței, prin expresia creației, asupra ochiului și - în general - asupra sensibilității umane. În atmosfera încărcată a așezărilor moderne, lucrările artiștilor din această mișcare provoacă un șoc vizual - procedeu exploatat în afiș de modalitățile publicității prin imagine -, care reține atenția privitorului și face posibilă transmiterea mesajului conținut în structura respectivei opere. 
Alături de Vasarely și Soto, printre cei mai de seamă artiști ai mișcării op-art se mai pot cita englezii Bridget Riley, Jeffrey Steele și Peter Sedglei, americanii Richard Anuszkiewicz și Reginald Neal, venezuelenii Carlos Cruz-Diez și Martha Boto, brazilianul Almir Mavignier, francezul François Morellet, lituanianul Youri Messen-Jaschin, germanul Wolfgang Ludwig, iar în timpurile mai recente elvețienii François Beaudevin și Philippe Decrauzat. 

## Iluzii optice
Arta optică - arta iluziilor vizuale, bazată pe trăsăturile percepției vizuale a figurilor plane și spațiale. Iluzia optică este inițial prezentă în percepția noastră vizuală: imaginea există nu numai pe pânză, ci în realitate atât în ochi, cât și în creierul privitorului.
Iluziile optice ajută la detectarea anumitor tipare de percepție vizuală, astfel încât psihologii le-au acordat o atenție deosebită. Testele vizuale pe care le-au conceput au fost experimentale. Atunci când percepem obiecte reale, iluziile rareori apar. Prin urmare, pentru a dezvălui mecanismele ascunse ale percepției umane, era necesar să privim în condiții neobișnuite, pentru a impune ochiul să rezolve sarcini atipice. Probele grafice experimentale, create, de exemplu, de către școala de psihologie Gestaltism, au condus la formularea unor reguli prin care trece procesul de percepție vizuală.

## Galerie

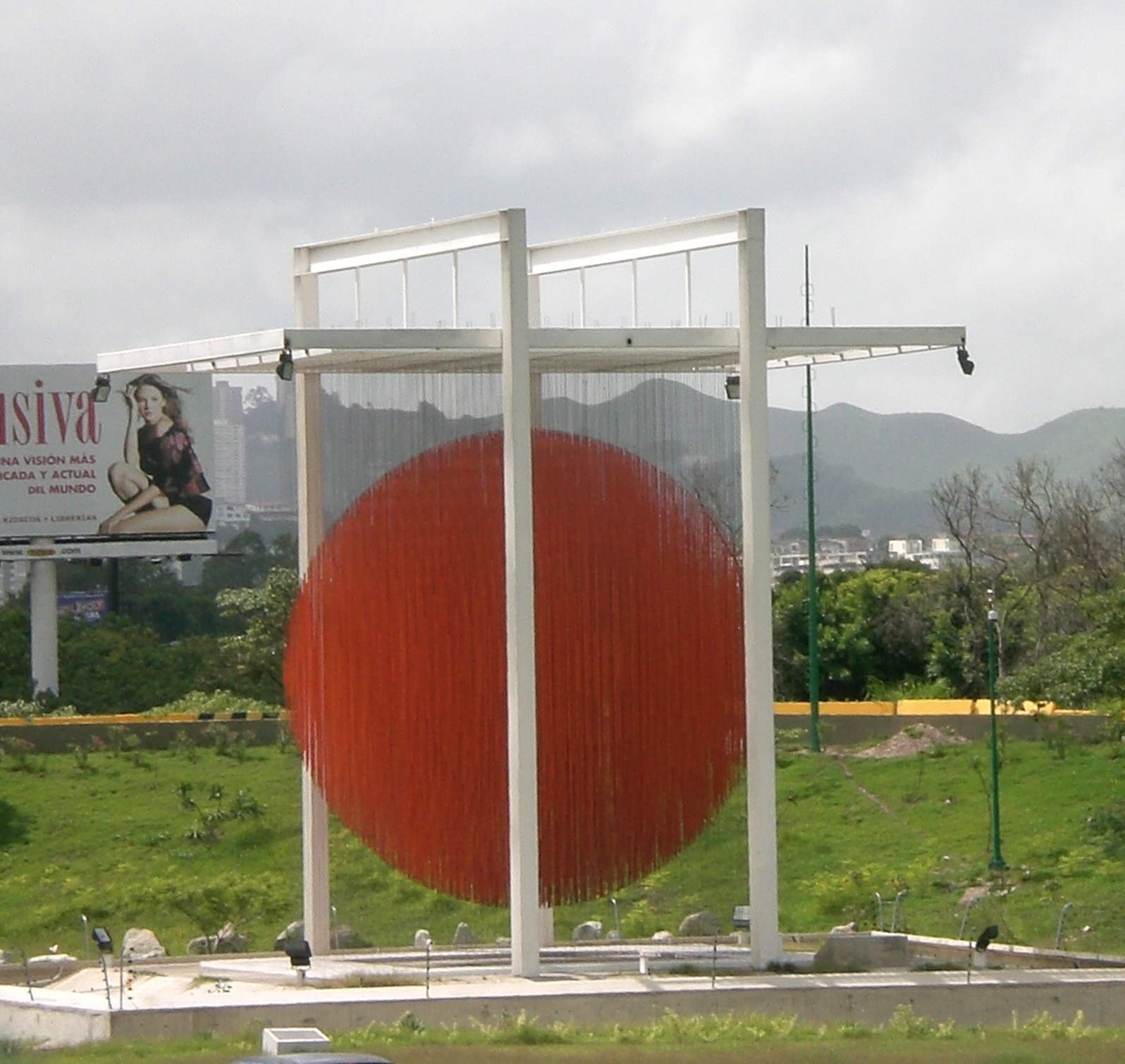
Jesús-Rafael Soto: Sfera Luteţia
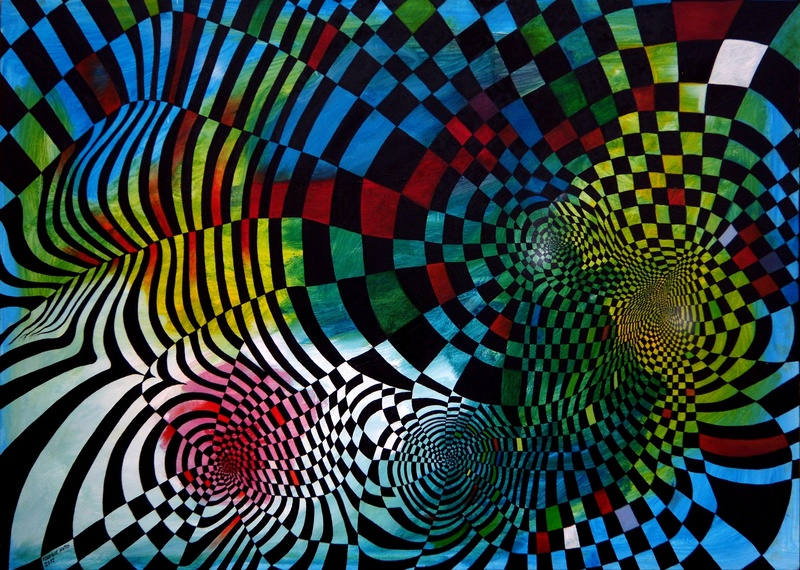
Henrique José Teixeira Matos - Mișcare optică
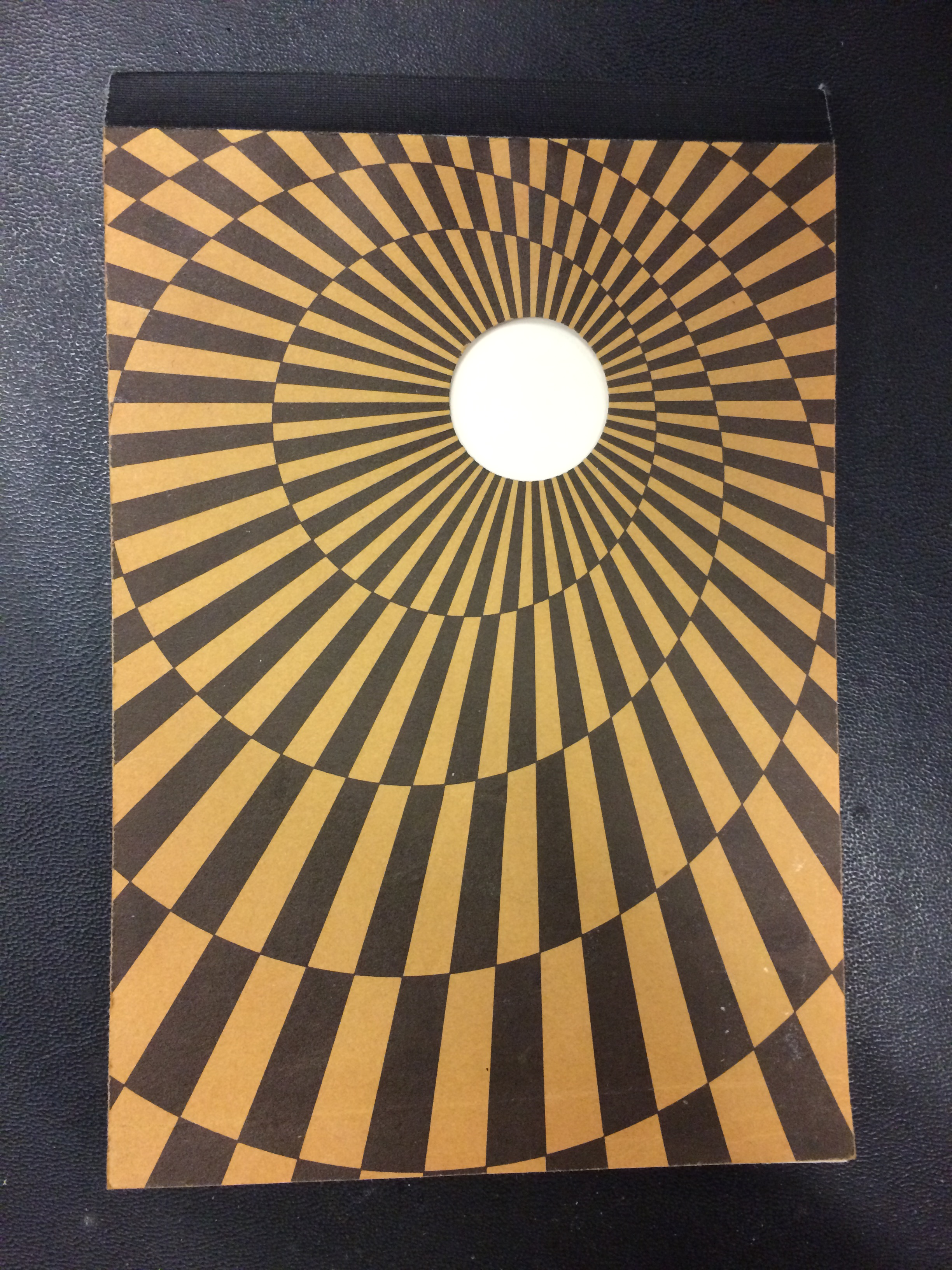
Aventyl promotional, 1964
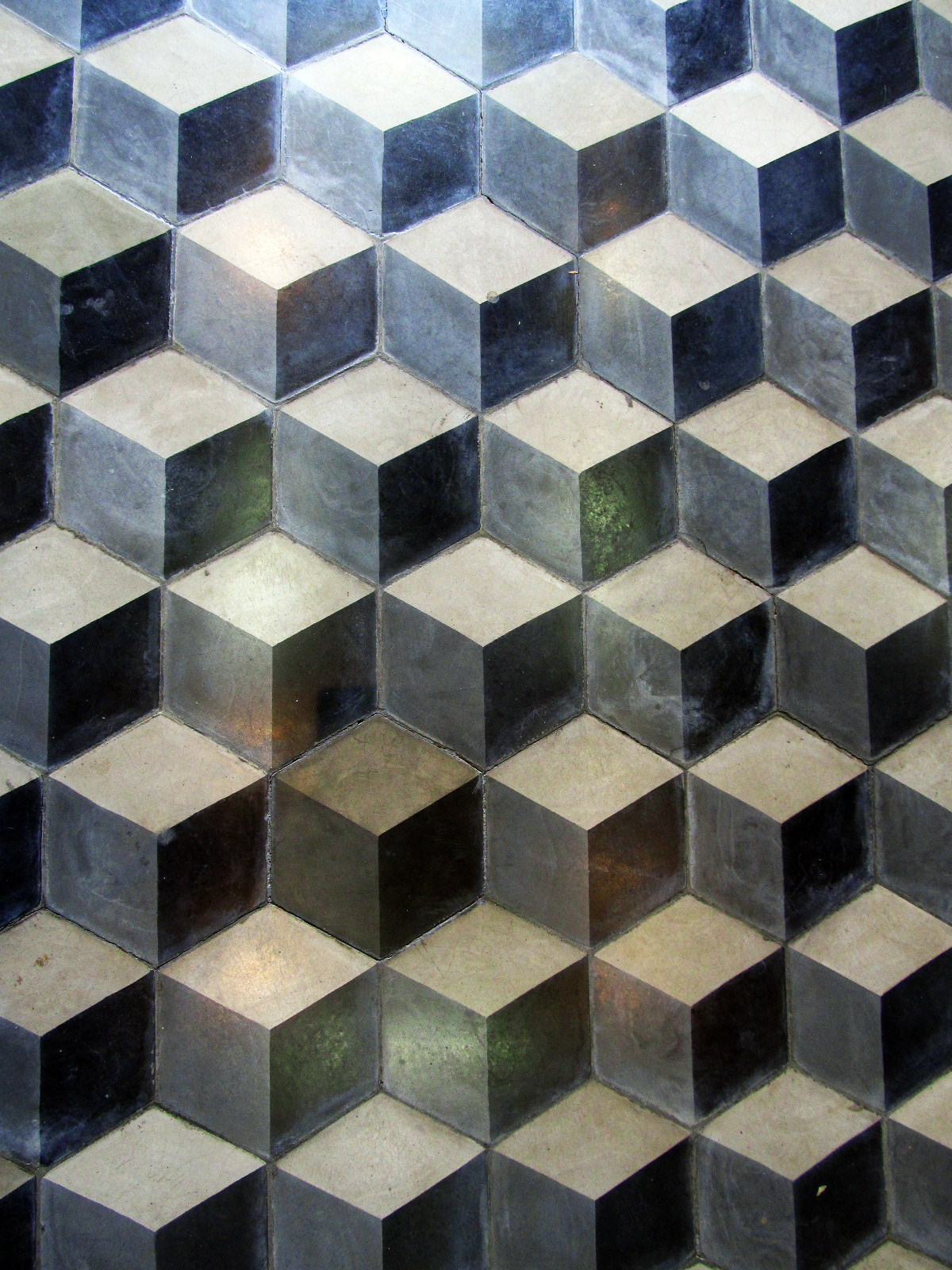
Geometria detaliilor - San Salvador

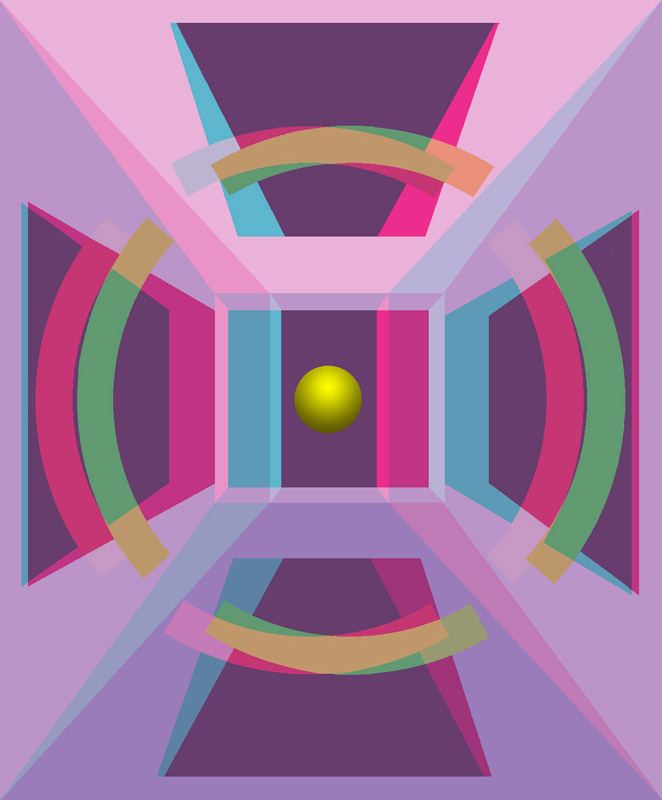
Dimitri Parant: Pictura anaglifă
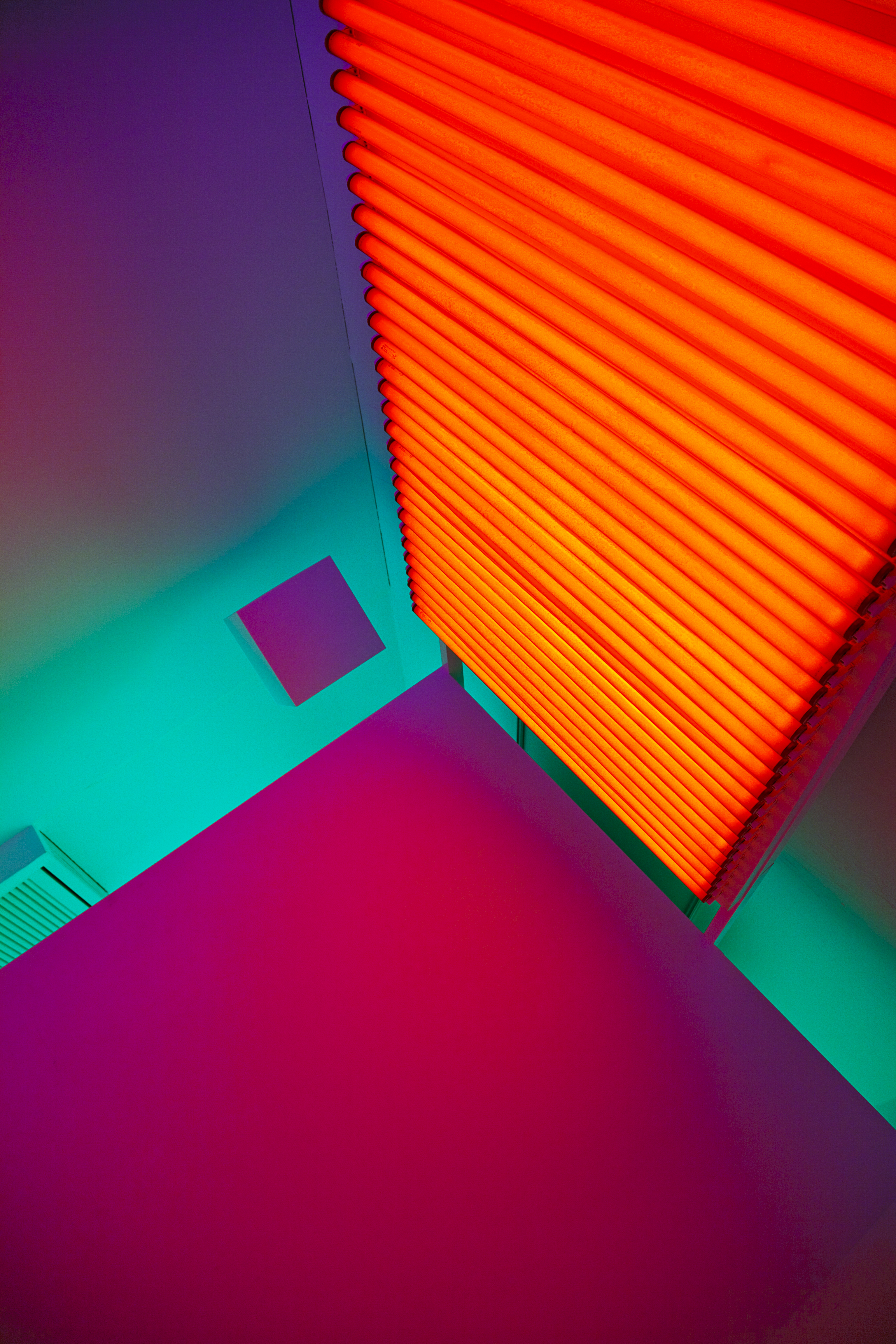
Carlos Cruz-Diez: Geometrie
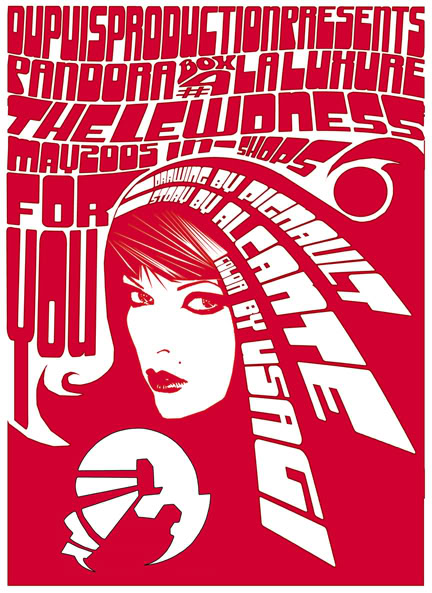
Roll Pignault - Frella
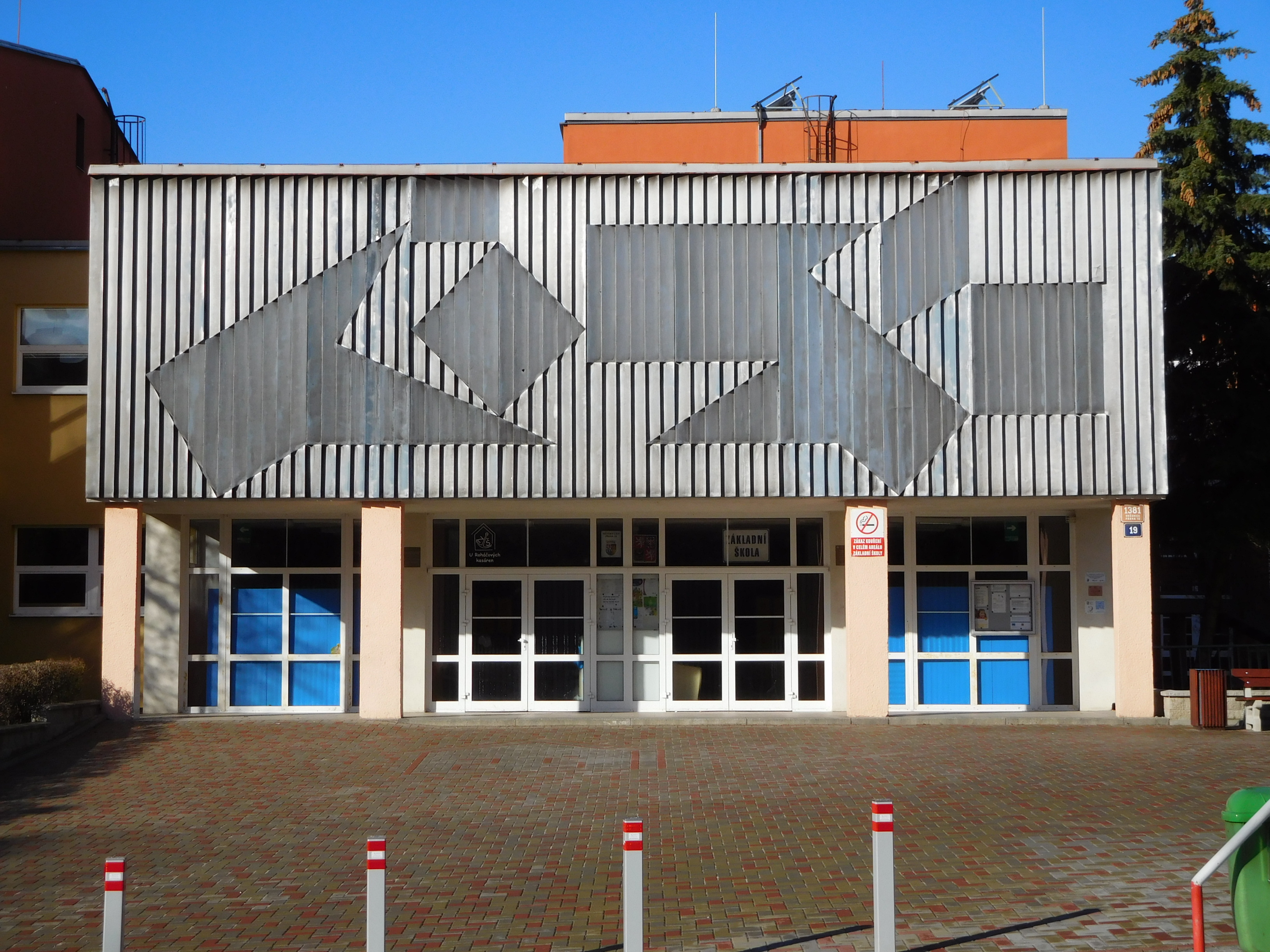
Clădire în Praga